# Jasmaniah Osman
Jasmaniah Osman (ur. 12 listopada 1983) – malezyjska lekkoatletka specjalizująca się w skoku o tyczce.

## Osiągnięcia
- srebrny medal mistrzostw Azji juniorów (Bangkok 2002)[1]

## Rekordy życiowe
- skok o tyczce – 3,70 (2002 & 2003)